# Барігян Карл Ісаакович
Карл Ісаакович (Ісакович) Барігян (1905, місто Ерзурум, Османська імперія, тепер Туреччина — жовтень 1976, місто Тбілісі, тепер Грузія) — грузинський і вірменський радянський діяч, секретар ЦК КП(б) Вірменії, секретар ЦК КП(б) Грузії. Депутат Верховної ради Грузинської РСР. Депутат Верховної ради Вірменської РСР.

## Життєпис
Народився в родині робітника. У 1915 році закінчив двокласну церковнопарафіяльну школу в Кутаїській губернії. У 1921 році вступив до комсомолу.
З жовтня 1921 року по квітень 1923 року — учень слюсаря паровозного депо станції Хашурі Закавказької залізниці.
З квітня по грудень 1923 року був слухачем курсів машино-дизелістів при управлінні Закавказької залізниці у Тифлісі.
З грудня 1923 по вересень 1924 року — відповідальний секретар Боржомського районного комітету ЛКСМ Грузії.
З вересня 1924 по лютий 1926 року — студент Закавказського комуністичного університету в Тифлісі.
У лютому 1926 — вересні 1927 року — слюсар паровозного депо станції Хашурі Закавказької залізниці.
З вересня 1927 по березень 1930 року — студент Закавказського комуністичного університету в Тифлісі.
Член ВКП(б) з лютого 1928 року.
З березня 1930 по грудень 1931 року — аспірант Закавказського комуністичного університету в Тифлісі.
У грудні 1931 — квітні 1932 року — завідувач організаційного відділу партійного комітету паровозоремонтного заводу у Тифлісі.
У квітні — вересні 1932 року — завідувач відділу культури і пропаганди Хашурського районного комітету КП(б) Грузії.
У вересні 1932 — січні 1934 року — завідувач сектору відділу агітації і пропаганди ЦК КП(б) Грузії.
У січні 1934 — листопаді 1936 року — інструктор відділу агітації і пропаганди ЦК КП(б) Грузії; інструктор відділу шкіл ЦК КП(б) Грузії.
У листопаді 1936 — квітні 1937 року — 1-й секретар Орджонікідзевського районного комітету КП(б) Грузії.
14 жовтня 1937 — лютий 1938 року — 2-й секретар Аджарського обласного комітету КП(б) Грузії та 2-й секретар Батумського міського комітету КП(б) Грузії.
У лютому — грудні 1938 року — заступник завідувача відділу керівних партійних органів ЦК КП(б) Грузії.
У грудні 1938 — квітні 1939 року — завідувач відділу радянської торгівлі ЦК КП(б) Грузії.
У квітні 1939 — квітні 1941 року — завідувач організаційно-інструкторського відділу ЦК КП(б) Грузії.
1 квітня 1941 — липень 1943 року — секретар ЦК КП(б) Грузії з легкої та харчової промисловості.
У липні 1943 — жовтні 1947 року — заступник секретаря ЦК КП(б) Грузії з легкої та харчової промисловості.
25 жовтня 1947 — 12 листопада 1948 року — 3-й секретар ЦК КП(б) Вірменії. 14 листопада 1948 — 5 липня 1950 року — секретар ЦК КП(б) Вірменії.
У червні 1950 — березні 1952 року — інспектор ЦК ВКП(б) у Москві.
У квітні 1952 — квітні 1953 року — голова правління Ради промислової кооперації Грузинської РСР.
18 квітня 1953 — 17 січня 1954 року —  2-й секретар Тбіліського міського комітету КП Грузії.
16 січня 1954 — 18 вересня 1957 року — міністр комунального господарства Грузинської РСР.
18 вересня 1957 — травень 1961 року — міністр місцевої промисловості Грузинської РСР.
З травня 1961 року — персональний пенсіонер у місті Тбілісі.
Помер у жовтні 1976 року в Тбілісі.

## Нагороди
- орден Леніна
- два ордени Трудового Червоного Прапора (24.02.1941,)
- медалі